# Barneveldse Krant
De Barneveldse Krant is een onafhankelijk lokaal dagblad uit Barneveld in de Nederlandse provincie Gelderland. De krant wordt uitgegeven door de Koninklijke BDU Uitgevers BV (BDU). Dit bedrijf, en de redactie van de Barneveldse Krant, zijn gevestigd in Barneveld.
Anno 2019 verschijnt de krant in een oplage van ruim 10.000 exemplaren, 1.000 minder dan in 2009. Het is de kleinste regionale krant van Nederland. Het dagblad verschijnt zes keer per week. Op donderdag bestaat de krant uit meer advertenties dan doorgaans, op zaterdag heeft de krant een speciale, uitneembare weekend-bijlage. Op de andere weekdagen verschijnen sinds het najaar van 2013 de uitneembare katernen op het gebied van sport, economie en geestelijk leven. De online versie van het blad trekt zo'n 150.000 unieke bezoekers per maand.

## Geschiedenis
De krant verscheen voor het eerst in 1871, de eerste uitgever was Gerrit Boonstra uit Barneveld.
In de Tweede Wereldoorlog was de Barneveldse Krant een zogeheten "foute krant", die, door de Duitsers onder leiding geplaatst van Aris Smit jr., bleef verschijnen. De Barneveldse Krant kreeg na de oorlog een verschijningsverbod, dat echter snel weer werd opgeheven omdat de uitgever 'ondergronds' vanuit de drukkerij drukwerk leverde voor het verzet. Aris Smit jr. kreeg echter wel een schrijfverbod.
In 2002 werd de redactie van de Barneveldse Krant genomineerd voor de "Prijs voor de Dagbladjournalistiek" voor hun bijdragen met betrekking tot de MKZ-crisis op de Veluwe. Algemeen hoofdredacteur Jur van Ginkel werd in 2006 uitgeroepen tot de "Moedigste Hoofdredacteur van Nederland". Van Ginkel ging in mei 2007 met prepensioen en werd opgevolgd door Jos Scholten. In het najaar van 2011 trad Daan Bleuel aan als diens vervanger. In januari 2013 werd hij opgevolgd door Norbert Witjes. 
Op vrijdag 2 september 2005 ging de krant over op halfformaat. De krant werd dikker en het papier  witter. Vanaf deze datum verscheen de Barneveldse Krant in veelkleurendruk.

## Oplage
Gemiddeld verspreide oplage van de Barneveldse Krant tussen 2001 en 2017
Cijfers volgens HOI, Instituut voor Media Auditing